# 1988 w sztukach plastycznych
Wydarzenia w sztukach plastycznych i wizualnych w 1988 roku.

## Wydarzenia
- W Krakowie powstała galeria QQ[1].
- We Wrocławiu powstała Galeria Entropia.
- Otwarto Tate Liverpool.

## Rysunek
- Jarosław Kozłowski

Cover Your Face
- Tadeusz Kantor

Bez tytułu (z postacią Pancernego Wiolinisty) (inny tytuł: Nie zagląda się bezkarnie przez okno) – akryl na papierze, w kolekcji Muzeum Sztuki w Łodzi

## Plakat
- Jan Młodożeniec

plakat do filmu Malone – format B1
plakat do filmu Młode strzelby – format B1
plakat do sztuki teatralnej 33 omdlenia – format B1
- Franciszek Starowieyski

plakat do filmu Gdzieśkolwiek jest, jeśliś jest... – format B1

## Rzeźba
- Duane Hanson

Turyści II – włókno szklane
Queenie II – polichromowany brąz
- Mirosław Bałka

Chłopiec i orzeł – kamień, tworzywo sztuczne, blacha cynkowa, woda, pompka

## Wideo
- Zbigniew Libera

Ja Aluś... – VHS, 1 min. 28 s.
Zły Bóg KAKOS DAIMON – VHS, 3 min. 21 s.

## Instalacja
- Nam June Paik

The More the Better – 1003 monitory, stalowa konstrukcja, dźwięk

## Nagrody
- Nagroda im. Jana Cybisa – Jerzy Nowosielski
- Nagroda Turnera – Tony Cragg[12]
- Biennale w Wenecji

Złoty Lew dla artysty – Jasper Johns
Złoty Lew dla pawilonu – Włochy
Duemila Prize dla najlepszego młodego artysty – Barbara Bloom
- 12. Międzynarodowe Biennale Plakatu[14]

Złoty medal w kategorii plakatów ideowych – Shin Matsunaga
Złoty medal w kategorii plakatów promujących kulturę – Henryk Tomaszewski
Złoty medal w kategorii plakatów reklamowych – Masuteru Aoba
- World Press Photo – Anthony Suau[15]

## Zmarli
- Ludmiła Popiel (ur. 1929), polska artystka awangardowa
- Ber Warzager (ur. 1912), malarz
- Stanisław Borysowski (ur. 1906), polski malarz, grafik, rysownik
- 2 kwietnia – Jenő Barcsay (ur. 1900), węgierski malarz
- 26 maja – Jerzy Chojnacki (ur. 1909), polski rzeźbiarz, fotoreporter i malarz
- 10 czerwca – Henryk Stażewski (ur. 1884), polski malarz
- 2 sierpnia – Jonasz Stern (ur. 1904), polski malarz, grafik
- 12 sierpnia – Jean-Michel Basquiat (ur. 1960), amerykański malarz i twórca graffiti
- 16 września – Gabriel Morvay (ur. 1934), polski malarz
- 4 listopada – Leszek Kostecki (ur. 1934), polski malarz i grafik
- 25 listopada – Alphaeus Philemon Cole (ur. 1876), amerykański artysta malarz, grawer i akwaforcista